# Фуро, Фернан
Фернан Фуро (фр. Fernand Foureau, 17 октября 1850 — 17 января 1914) — французский путешественник и колониальный администратор.
Биография
Фернан Фуро родился в 1850 году в Шато-де-Берни, Сен-Брабан, департамент Верхняя Вьенна. Под влиянием Анри Дюверье занялся географическими исследованиями.
Сначала занимался бурением артезианских скважин в Сахаре. Начиная с 1882 года совершил ряд путешествий, за что в период с 1888 по 1896 годы удостоился ряда наград от Французского географического общества. В 1898 году организовал грандиозную экспедицию, которая пересекла с севера на юг весь Алжир, а затем достигла озера Чад.
В 1906 году Фуро стал губернатором Майотты и Комор, с 1908 по 1913 годы был губернатором Мартиники.